# Dave Maggard
Dave Maggard (eigentlich David L. Maggard; * 12. Januar 1940 in Oklahoma) ist ein ehemaliger US-amerikanischer Kugelstoßer.
1968 qualifizierte er sich als Zweiter bei den US-Ausscheidungswettkämpfen mit seiner persönlichen Bestleistung von 20,53 m für die Olympischen Spiele in Mexiko-Stadt, bei denen er mit 19,43 m Fünfter wurde.